# Manfred Ulbricht
Manfred Ulbricht (ur. 9 września 1947 w Zetteritz) – niemiecki kolarz torowy reprezentujący NRD, wicemistrz olimpijski oraz dwukrotny medalista mistrzostw świata.

## Kariera
Największy sukces w karierze Manfred Ulbricht osiągnął w 1970 roku, kiedy wspólnie z Heinzem Richterem, Thomasem Huschke i Herbertem Richterem zdobył srebrny medal w drużynowym wyścigu na dochodzenie. Był to jedyny medal wywalczony przez Ulbrichta na międzynarodowej imprezie tej rangi. W 1968 roku wystartował na igrzyskach olimpijskich w Meksyku, ale reprezentanci NRD odpadli już w eliminacjach. Wielokrotnie zdobywał medale torowych mistrzostw kraju, w tym dwa złote.